# Syndicat national des personnels de la police scientifique
Le Syndicat national des personnels de police scientifique (SNPPS) est un syndicat professionnel regroupant tous les personnels (ingénieurs, techniciens, agents spécialisés) de la Police Technique et Scientifique du ministère de l'Intérieur.
Le SNPPS est une organisation syndicale indépendante, laïque et apolitique.

## Historique
Il a été créé en 1991, comme le fruit de la volonté commune des trois corps de personnels scientifiques (Ingénieurs, Techniciens, et Aides Techniques de Laboratoire devenus depuis Agents Spécialisés de Police Technique et Scientifique) de prendre en charge leur avenir professionnel. A cette époque, ceux-ci étaient affectés essentiellement en laboratoire.
Sa première revendication et son premier succès, a été d'obtenir la titularisation des personnels scientifiques qui étaient contractuels à l'époque. 
Un premier statut regroupant les trois catégories de personnels scientifiques de la police nationale a été créé en 1992.
1991, le SNPPS rejoint la Fédération nationale autonome de la police (FNAP), qui regroupe alors plusieurs organisations syndicales majoritaires des personnels administratifs et techniques (avec le SNIPAT) et des personnels actifs (avec le SCPHFPN des commissaires de police et hauts fonctionnaires, et le SNOP des officiers de police).
Il revendique la titularisation de tous les personnels scientifiques de la police nationale, alors tous contractuels. Il obtient satisfaction en 1992 lorsque est créé un premier statut regroupant les trois catégories de personnels scientifiques.
Le 8 octobre 2009, le SNPPS participe à la création de la FEMI avec Horizon et le SCPN (Syndicat des Commissaires de la Police Nationale). 
Le 15 octobre 2009 la Fédération autonome des métiers de l’Intérieur (FAMI) s’affilie à la Fédération autonome des fonctionnaires (FGAF). 
En avril 2014, le SNPPS quitte la FGAF pour la Fédération Autonome des Syndicats du Ministère de l'Intérieur (FASMI) de l'UNSA.
Mickael Vinard est l'actuel secrétaire général du SNPPS.
Le Syndicat national des personnels de la police scientifique a son siège au 52, rue Crozatier à Paris dans le 12e arrondissement.

## Représentativité
Le SNPPS est majoritaire dans son aire de syndicalisation depuis 1992, date de sa première participation aux élections professionnelles des personnels des services actifs de la police nationale. Lors du scrutin de 2014, il a obtenu 
- 3 sièges sur 4 en CAPN ASPTS
- 4 sièges sur 6 en CAPN TPTS
- 6 sièges sur 6 en CAPN IPTS